# Nocito

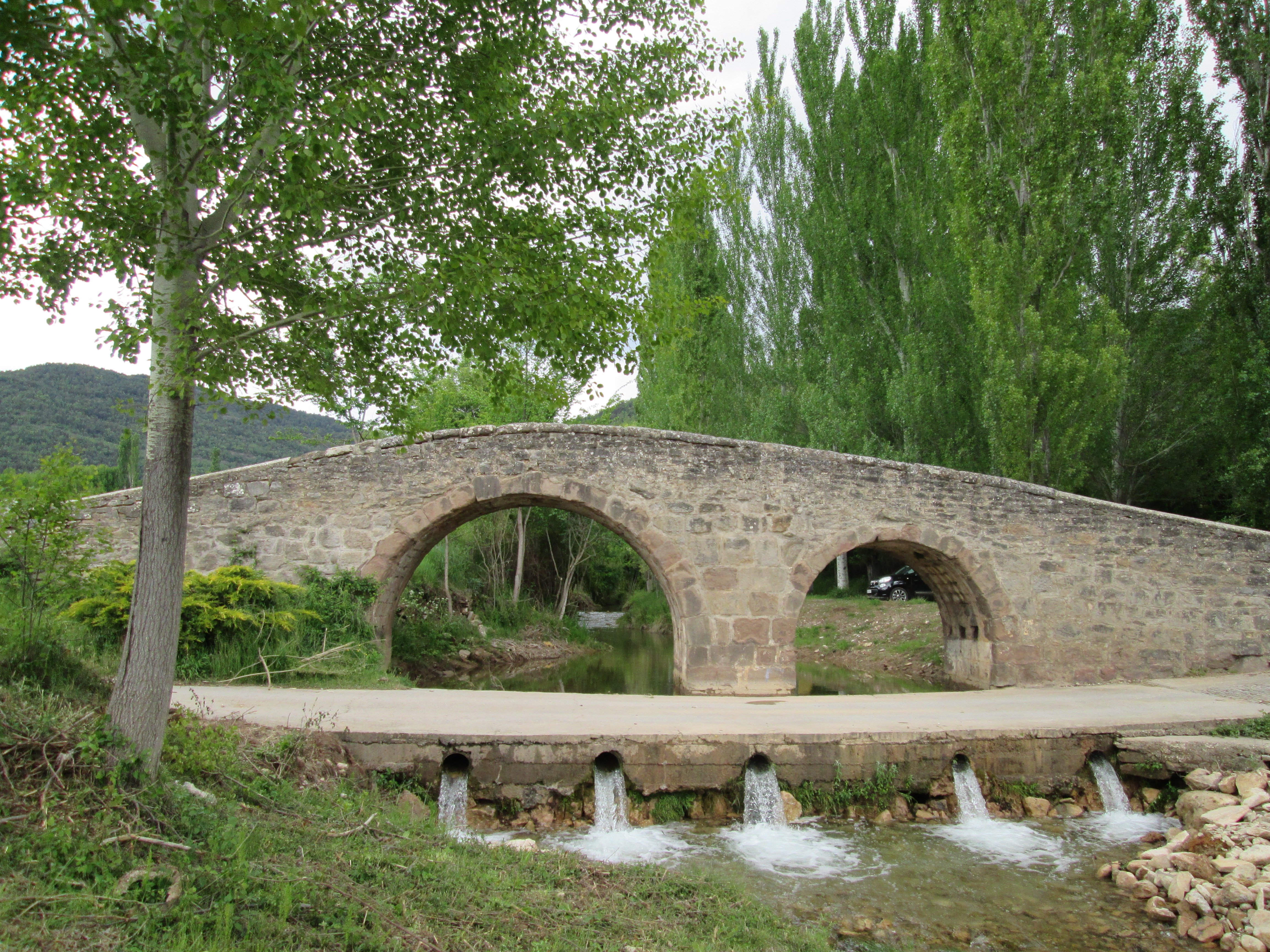
El puente medieval de Nocito.

Nocito es una localidad y antiguo municipio de España en la provincia de Huesca, Aragón. Pertenece al actual municipio de Nueno, en la comarca de la Hoya de Huesca.

## Geografía
Está situado en un pequeño llano de la cara norte de la sierra de Guara, junto al nacimiento del río Guatizalema, y se encuentra dentro de la zona periférica de protección del parque natural de la Sierra y los Cañones de Guara.

## Historia
- Documentada presencia romana (cabeza tallada de piedra. Museo Provincial Huesca).
- De realengo desde 1036 hasta 1114 por presentar tenentes (UBIETO ARTETA, Los Tenentes, p. 151).
- El 13 de agosto de 1307 el rey Jaime II de Aragón había dado de por vida Nocito a Artal de Azlor hasta que este cobrase cierta cantidad (SINUÉS, nº. 1326).
- En 1845 se une a su municipio Lúsera.
- En 1972 desaparece el municipio de Nocito incorporándose al municipio de Nueno.

## Geografía humana

### Demografía
| Gráfica de evolución demográfica de Nocito entre 1842 y 1970 |
| |
| Población de derecho según los censos de población del INE Población de hecho según los censos de población del INEEntre el censo de 1857 y el anterior, crece el término del municipio porque incorpora a 225159 (Lúsera) Entre el censo de 1981 y el anterior, este municipio desaparece porque se integra en el municipio 22163 (Nueno) |

### Localidad
Datos demográficos de la localidad de Nocito desde 1900:
| 193                   | 206 | 222 | 199 | 182 | 147 | 74 | 11 | 7 | 15 | 26 | 30 | 26 |
| (Fuente: IAEST e INE) |     |     |     |     |     |    |    |   |    |    |    |    |

- Datos referidos a la población de derecho.

### Antiguo municipio
Datos demográficos del municipio de Nocito desde 1842:
| 179           | 268 | 258 | 235 | 238 | 251 | 286 | 289 | 298 | 255 | 220 | 177 | 97 | 11 | -- |
| (Fuente: INE) |     |     |     |     |     |     |     |     |     |     |     |    |    |    |

- Entre el censo de 1857 y el anterior, crece el término del municipio porque incorpora a Lúsera.
- Entre el censo de 1981 y el anterior, desaparece el municipio de Nocito, y se integra en el municipio de Nueno.
- Datos referidos a la población de derecho, excepto en los censos de 1857 y 1860, que se refieren a la población de hecho.

## Monumentos
- Parroquia dedicada a San Juan Bautista.
- Santuario de San Úrbez.
- Ermita de San Pedro. Siglo XVI, está adecuadamente restaurada.[6]
- Ermita de San Andrés. En ruinas.[7]
- Santa María de las Montañas.[8]

## Para ver
- Piedras armeras.
- Necrópolis excavada en el corral del santero.
- Dolmen del Palomar.
- Puente medieval.
- Viviendas con vanos arcaizantes.
- Monumentales chimeneas.